# 吉田潤一
吉田 潤一（よしだ じゅんいち、1952年11月13日 - 2019年9月14日）は、日本の有機化学者。京都大学大学院工学研究科名誉教授。専門は有機合成化学、有機活性種化学、マイクロ合成化学など。大阪府出身。
熊田誠に師事。有機合成化学、特に有機電極反応、マイクロ合成化学の研究を行っている。

## 略歴
- 1975年 京都大学工学部合成化学科卒業
- 1977年 京都大学大学院工学研究科修士課程合成化学専攻修了
- 1979年
  - 京都大学大学院工学研究科博士課程合成化学専攻中途退学
  - 京都工芸繊維大学工芸学部工業化学科助手
- 1981年 京都大学工学博士
- 1982年 ウィスコンシン大学博士研究員
- 1985年 大阪市立大学理学部附属有機化学研究所助手
- 1992年
  - 大阪市立大学理学部附属有機化学研究所助教授
  - 大阪市立大学理学部物質科学科助教授
- 1994年 京都大学工学部教授、のち京都大学大学院工学研究科教授
- 2018年 京都大学を退任、鈴鹿工業高等専門学校長、就任
- 2019年9月14日、大阪府大阪市内の病院で死去 [1]。66歳没。死没日をもって従四位叙位、瑞宝中綬章追贈[2]。

## 業績
有機電極反応、マイクロリアクターを利用した有機合成化学分野の世界的第一人者である。有機電極反応では、電子補助基という新しい概念を提唱し、有機化合物からの電子移動を効率よく行い、かつ生じる炭素カチオンの発生を位置選択的に行う手法を開発している。また近年、極低温条件下での電極反応による活性種の発生・蓄積を行う新手法を開発している（カチオンプール法、カチオンフロー法）。マイクロリアクターを用いた研究ではカチオン、アニオンといった不安定有機化学種に着目し、これらをマイクロ空間で高度制御することにより、効率の良い物質生産が可能な方法論を開発している。また有機金属分野での研究報告例も多数あり、例えば着脱可能な配位性制御官能基であるピリジルシリル基を用いた研究報告などがある。

## 受賞・栄典
- 1987年 有機合成化学協会奨励賞受賞
- 2001年 日本化学会学術賞受賞
- 2006年 名古屋シルバーメダル受賞
- 2007年 フンボルト賞受賞（ドイツ）
- 2010年 第9回グリーン・サステイナブル　ケミストリー賞受賞
- 2013年 2013 The Ta-shue Chou Lectureship Award受賞
- 2013年 第65回日本化学会賞受賞
- 2015年 紫綬褒章受章[3]

## 門下生
- 倉橋拓也（分子科学研究所）
- 西脇敬二（近畿大学）
- 光藤耕一（岡山大学）
- 野上敏材（鳥取大学）
- 永木愛一郎（京都大学）
- 亀井稔之（奈良工業高等専門学校）
- 松本浩一（近畿大学）